# 1364 Safara
1364 Safara је астероид главног астероидног појаса чија средња удаљеност од Сунца износи 3,012 астрономских јединица (АЈ).
Апсолутна магнитуда астероида је 10,6 а геометријски албедо 0,066.